# Бакал, Джон
Джон Норрис Бакал (англ. John Norris Bahcall, 30 декабря 1934, Шривпорт — 17 августа 2005, Нью-Йорк) — американский астрофизик, более всего известный своим вкладом в проблему изучения солнечных нейтрино, развитие телескопа им. Хаббла, а также как руководитель Института перспективных исследований в Принстоне.
Член Национальной академии наук США (1976).

## Биография
Родился в реформистской еврейской семье российского происхождения; его дедушка и бабушка по отцовской линии — Самуил Менделевич Бакал (1871−1956) и Соня Бакал (урождённая Обезгаз, 1879−1973) — были уроженцами Николаева. Мать (Милдред Бакалл, 1904−1991) — была пианисткой, отец (Малкольм Бакалл, 1903−1977) занимался семейным бизнесом.
Был одним из пионеров изучения физики нейтрино и одним из авторов стандартной модели Солнца, работал в Институте перспективных исследований в Принстоне.
Он работал во многих областях. Стандартная модель галактики со сверхмассивной чёрной дырой, окружённой звёздами, известна как модель Бакала — Вольфа. Модель Бакала — Сонейра в течение многих лет была основной моделью структуры Млечного Пути.

## Награды и признание
- 1970 — Премия Хелены Уорнер
- 1992 — Медаль за выдающуюся общественную службу (НАСА)
- 1994 — Медаль Невады
- 1994 — Премия Дэнни Хайнемана в области астрофизики
- 1998 — Премия Ханса Бете[англ.]
- 1998 — Национальная научная медаль США в номинации «Физические науки»
- 1999 — Премия Генри Норриса Рассела
- 2003 — Золотая медаль Королевского астрономического общества
- 2003 — Премия Энрико Ферми
- 2003 — Премия Дэна Дэвида
- 2003 — Медаль Бенджамина Франклина
- 2004 — Премия Комстока

В его честь в 2009 году назвали астероид (113949) Bahcall.

## Публикации
- Дж. Бакал Нейтринная астрофизика: Пер с англ. — М.: Мир, 1993, — 313 с.